# Bank czasu
Bank czasu – instytucja samopomocowa, która pośredniczy w bezpłatnej wymianie usług pomiędzy jej członkami.
W zależności od swoich umiejętności i zasobów uczestnicy banku deklarują, jakie rodzaje usług mogą świadczyć na rzecz innych, a osoby koordynujące jego działalność na bieżąco kierują taką pomoc do potrzebujących, zgodnie ze zgłaszanym zapotrzebowaniem. Usługi świadczone na rzecz innych członków banku czasu są odnotowywane – najczęściej jednostką rozliczeniową jest zwykła godzina, niezależnie od rynkowej wartości usługi. „Zarobione” w ten sposób godziny można następnie „wydać” na potrzebną w danej chwili pomoc, której udzieli któraś z osób należących do systemu, oferująca interesującą nas usługę.

## Historia
Instytucje oparte na zasadzie wzajemnej pomocy spotykane są w wielu kulturach. Przykładowo, starym słowiańskim zwyczajem była tzw. tłoka – dobrowolna pomoc sąsiedzka przy zadaniach, które były ponad siły jednego gospodarstwa. Na polskiej wsi zwyczaj ten utrzymywał się jeszcze w początkach XX w.
Sama idea banków czasu sięga roku 1980, kiedy Edgar Cahn, amerykański prawnik i socjolog, stworzył określenie „Timedollars”. Sam pomysł był prosty i polegał na poświęcaniu wolnych godzin w służbie lokalnej społeczności. W zamian za wykonanie zadania (mogło to być zrobienie zakupów, opieka nad starszą osobą, pomoc w domu itd.) otrzymywano timedollars, które z kolei można było wymienić na usługi innych. Timedollars służyły więc jako lokalna waluta. Nie były w żaden sposób powiązane z obowiązującym pieniądzem, co nie zmieniało faktu, iż można było nimi „płacić” za realne czynności wykonywane przez innych członków lokalnej społeczności.
Doświadczenia nabyte przez Cahna przy pracy z lokalnymi społecznościami pomogły mu w 1995, gdy w ramach wychowywania trudnej młodzieży w Chicago zorganizował system samopomocy uczniowskiej bazujący właśnie na idei Timedollars. Każdy uczeń mógł wymienić 100 jednostek na używany komputer, po uprzednim zdobyciu ich poprzez dobrowolne nauczanie młodszych od siebie. Okazało się, że dzieci nie tylko ugruntowały swoją wiedzę, ale także uczyły się ról mediatorów, wymyślały programy mające na celu zachęcenie innych do nauki.
Pozytywne efekty tego pierwszego „Banku Czasu” zostały szybko dostrzeżone i podobne inicjatywy wyrastały przy każdej organizacji filantropijnej we wszystkich stanach USA. Pomysł ten trafił również do Europy i Azji.

## Banki czasu w Polsce
W Polsce idea ta została zaadaptowana początkowo w formie tzw. LETS, czyli lokalnych walut opartych na dobrowolnej wymianie usług. W latach 90. w kilku miastach Polski jej popularyzacji podjęły się różne grupy osób.
Różnica między polskimi LETS a bankami czasu polega głównie na sposobie rozliczania: podstawą w tych pierwszych jest ilość poświęconego czasu, w drugich „wartość”, na jaką wyceniono usługę, przy czym przyjęto upraszczające założenie, że 1 punkt LETS jest warty 1 PLN, np. za godzinę korepetycji trzeba „zapłacić” 20 LETS (rozmaite systemy typu LETS na świecie oparte są na walutach wirtualnych, papierowych, na ilości zainwestowanego czasu, a nawet na walutach oficjalnych – możliwe są wszystkie kombinacje; w Polsce przyjęto opisany powyżej przelicznik). Dość liczne próby rozwinięcia tej inicjatywy w Polsce w większości przypadków miały bardzo ograniczony zasięg, a obecnie praktycznie nie są kontynuowane.
Usługi wymieniane w polskich bankach czasu są bardzo zróżnicowane: od pieczenia ciast, nauki języków (w tym Braille’a) i gry na instrumentach (np. na klarnecie), przez doradztwo kredytowe i pomoc w pisaniu pism urzędowych, naprawę samochodów i opiekę nad dziećmi, aż po masaż twarzy czy grę w kanastę. Wartościową usługą może być także pomoc informatyka, osoby znającej się na naprawie samochodów czy tzw. „złotej rączki”.
W wyniku kierowania przez banki czasu zapytań do izby o to, czy usługi świadczone w ramach ich działalności też powinny być opodatkowane rzecznik izby wyjaśniła, że nie. Powiedziała, że w przypadku wzajemnie świadczonych usług żadna ze stron nie uzyskuje przychodu i nie powstaje obowiązek odprowadzania podatku, chyba że istniałaby duża rozbieżność w wartości tych usług.